# Jonas Junias Jonas
Jonas Junias Jonas est un boxeur namibien né le 24 novembre 1993 à Swakopmund.

## Carrière
Jonas Junias Jonas évolue dans la catégorie des poids super-légers. Il est médaillé d'or aux championnats d'Afrique de Brazzaville en 2017, médaillé d'argent aux Jeux africains de Brazzaville en 2015 (poids super-légers), médaillé d'or aux Jeux du Commonwealth de Gold Coast en 2018 et médaillé d'argent des Jeux du Commonwealth de Glasgow en 2014.
Il est par ailleurs le porte-drapeau de la Namibie lors de la cérémonie d'ouverture des Jeux olympiques d'été de 2016 ainsi qu'aux Jeux olympiques d'été de 2020.